# Молочай приморський
Молоча́й примо́рський, молочай щебриковидний (Euphorbia peplis) — вид трав'янистих рослин з родини молочайні (Euphorbiaceae), поширений у Європі, Західній Азії, Північній Африці.

## Опис
Однорічна рослина, гола, 2–3 см заввишки, зазвичай 4-гілляста від основи; гілки лежачі, до 40 см, часто пурпурові. Листки м'ясисті, цілокраї (тільки біля основи іноді трохи зубчасті), лопатеподібно-довгасті, 5–15 x 2.5–10 мм, тупі або загострені, косо зрізані біля основи. Прилистками складається з 2–3 шилоподібних часточок. Тригорішок 3–4 мм довжиною, насіння зворотнояйцювато-грушоподібне, 2.75–3 мм довжиною, цілком гладке, блідо-сіре, неблискуче.
Період цвітіння: червень — вересень.

## Поширення
Поширений у Європі, Західній Азії, Північній Африці. 
В Україні вид зростає на приморських засолених пісках — на узбережжі Чорного та Азовського морів.